# Madeleine Vionnet
Madeleine Vionnet (ur. 22 czerwca 1876 w Chilleurs-aux-Bois, zm. 2 marca 1975 w Paryżu) – francuska projektantka mody, nazywana architektem mody, pierwsza wprowadziła ukośne cięcie; do 1939 prowadziła własny dom mody Vionnet S.p.A. przy Avenue Montaigne w Paryżu.

## Życiorys
Urodziła się 22 czerwca 1876 roku w biednej rodzinie we francuskiej miejscowości Chilleurs – aux – Bois. Jej ojciec – Abel Vionnet, pobierał opłaty celne w Aubervilliers pod Paryżem. Matka Madeleine porzuciła rodzinę, kiedy dziewczynka miała kilka lat. Ojciec wyjechał wówczas z małą córką do Aubervillers. W wieku dziesięciu lat Madeleine Vionnet przerwała naukę i rozpoczęła termin w domu mody.
W roku 1894 wyszła za mąż, lecz szybko się rozwiodła. Następnie wyjechała do Anglii, gdzie pracowała w pracowni Kate Reilly. Po powrocie do Paryża związała się z pracownią Callot Soers, a następnie z domem mody Jacques'a Douceta około roku 1907. Podczas pracy nad projektami dla tejże marki Vionnet wykorzystała czarne trykoty, opinające sylwetkę dżerseje i głębokie dekolty, które mogły zostać uznane w tamtych czasach za skandaliczne. Tak się jednak nie stało, a projektantka zyskała spora popularność wśród francuskiej elity. 

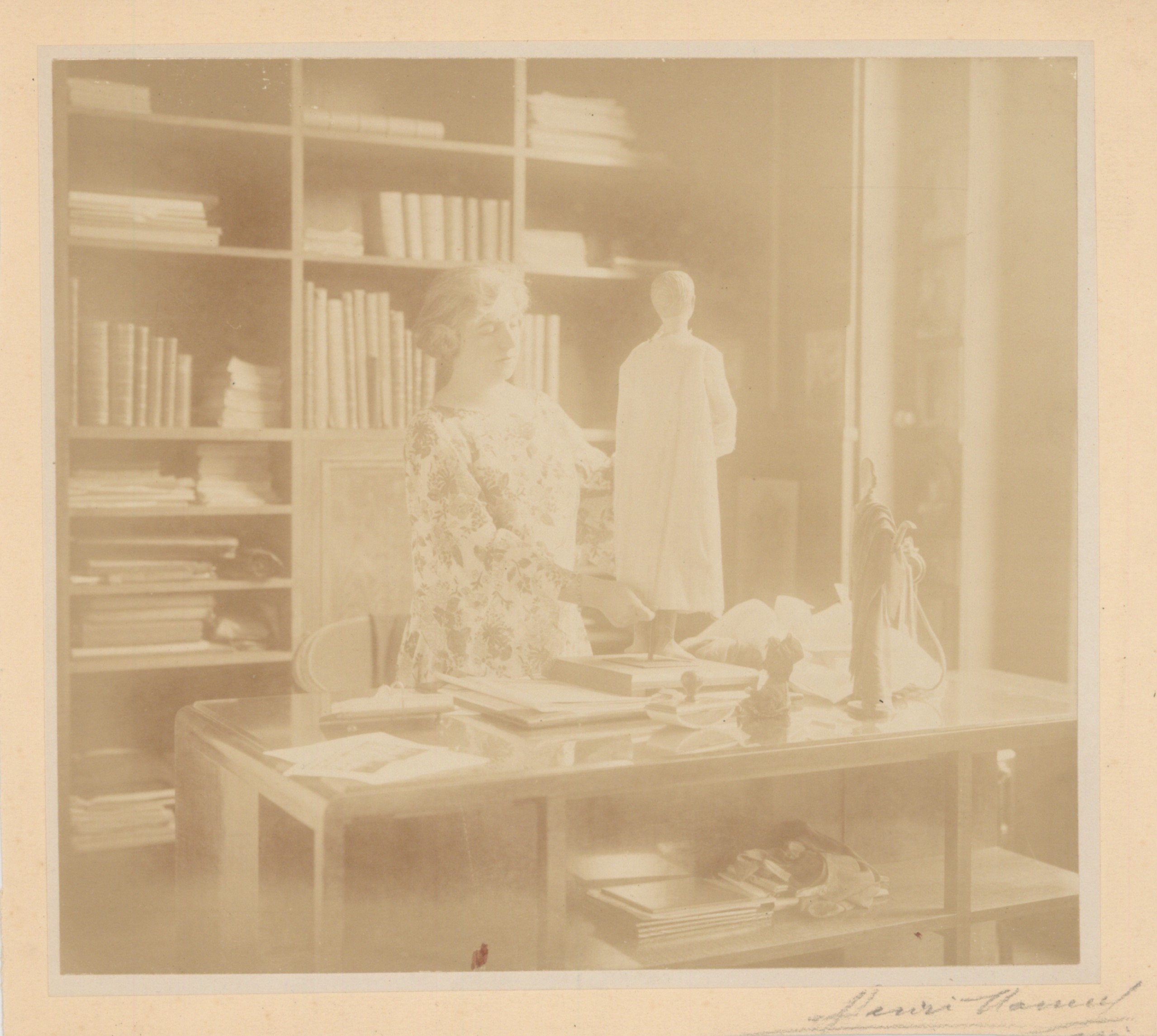
Madeleine Vionnet podczas pracy w swoim warsztacie krawieckim.

W 1912 roku Madeleine Vionnet otworzyła własny butik przy rue de Rivoli 222, a następnie przekształcony w dom mody Vionnet S.p.A.. Inspirowała się strojami japońskimi i greckimi. Vionnet nie szkicowała swoich projektów, a jedynie upinała tkaniny na niewielkiej lalce. Jako pierwsza projektantka zrezygnowała z kobiecego gorsetu na rzecz skośnego cięcia i drapowań. Zabieg ten pozwolił projektom zyskać lekkość, a wykorzystane delikatne tkaniny jak np. woal i jedwab opinały kobiece ciało i niejako falowały podczas poruszania się. 
Madeleine Vionnet w latach 20. zapewniła pracownikom w swoim zakładzie prawo do tygodniowego urlopu, coroczne podwyżki pensji i wolne soboty. Personel miał również dostęp do opieki medycznej, dentysty, biblioteki oraz restauracji zakładowej.  

Dom mody Vionnet zakończył swoją działalność przed wybuchem II wojny światowej, a ostatnia kolekcja Madeleine została zaprezentowana 2 sierpnia 1939 roku. 

Kreacje zaprojektowane przez Madeleine Vionnet
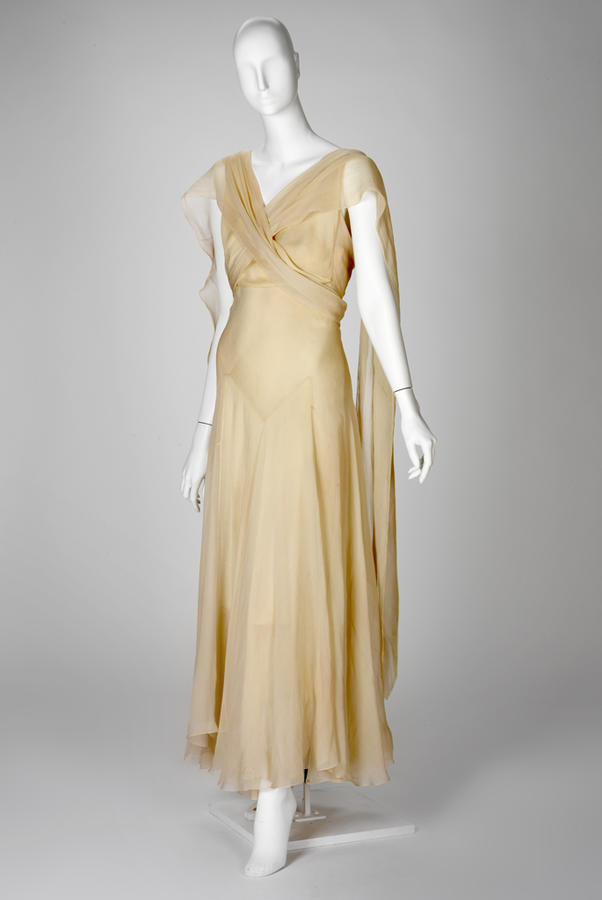
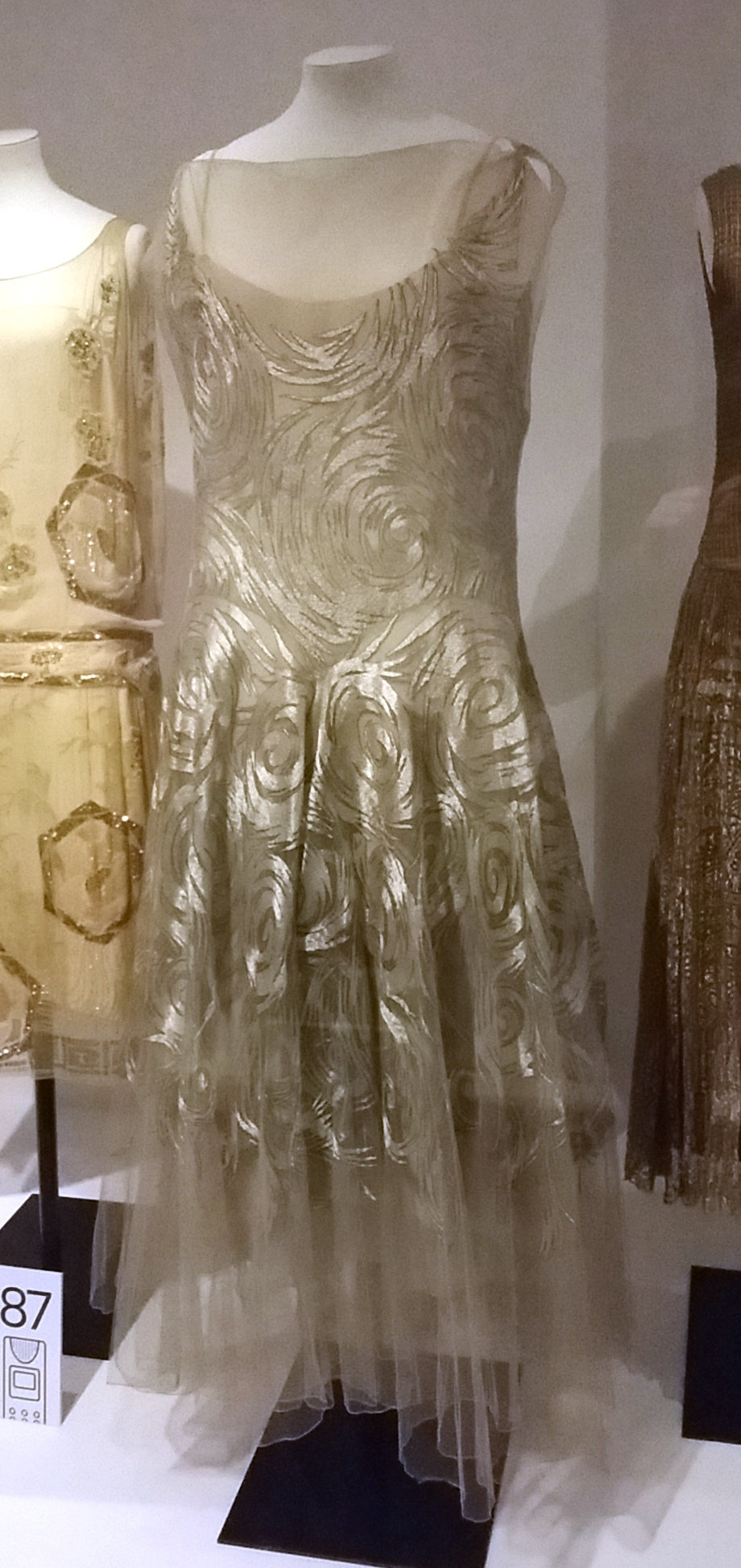
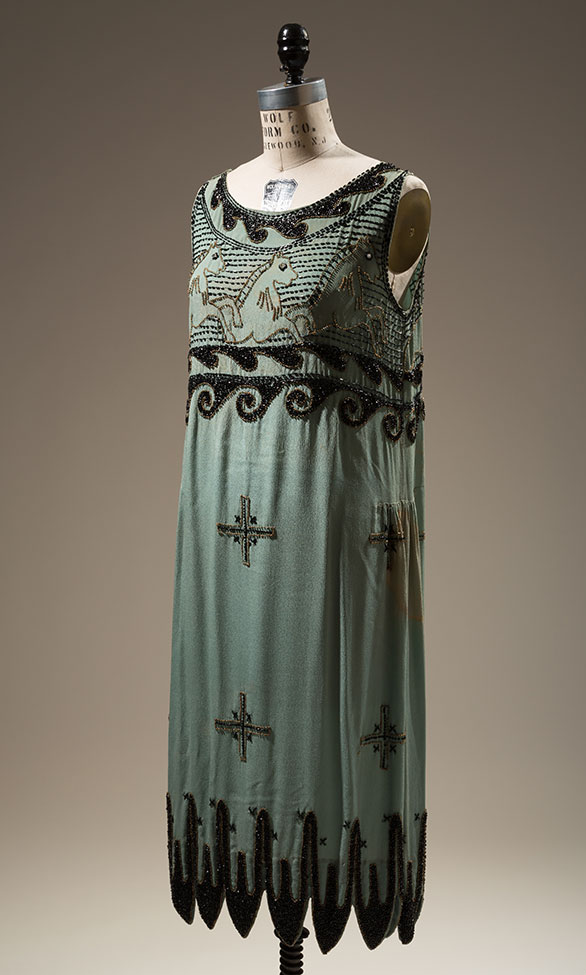

Suknie Vionnet znajdują się w Centre de Documentation de la Couture. 